# 陈志安 (1909年)
陈志安（1909年7月17日—1994年11月7日），江苏武进人。中国社会科学家，政治人物，苏州大学政治系教授，九三学社中央委员，苏州市政协原副主席。

## 生平
1909年7月17日生于江苏省武进县。1929年9月入清华大学社会学系学习。曾与李光瑞、张钦益、徐子佩等人发起组织清华社会科学研究社，研究马克思主义基础理论。1929年下半年由冯仲云介绍加入中国共产党。曾任清华大学党支部书记。1930年4月20日, 在北平市工人、学生代表五一节筹备会后上街游行时，突遭便衣警察袭击，冯仲云、陈志安等58人被捕。后由校方出面保释。
1932年6月毕业后，历任山东省立第四中学、广东省第二农校教员，江阴蚕桑改良区主任，上海私立沪清中学、常州私立西郊中学教员，苏州国立社教学院教授。1952年全国院系调整后，任无锡教育学院教授。1963年，任江苏师范学院政教系教授、副系主任。主要著作《关于生产力性质问题的探讨》，译著《雇佣劳动与资本》《工银劳动与资本》（马克思著）等。
1950年加入九三学社，历任九三学社中央委员（1956年2月－1979年10月）、无锡分社副主任委员（1953年1月）、苏州分社主任委员（1958年5月－1990年11月）、江苏省副主任委员（1984年9月－1988年10月）。1965年至1993年，任苏州市政协副主席。1987年6月退休。他还是清华大学苏州校友会的创始人之一，曾任理事长多年。1994年11月7日在苏州逝世，终年85岁。